# 시빌 셰퍼드
시빌 셰퍼드(Cybill Shepherd, 1950년 2월 18일 ~ )는 미국의 배우 및 가수이다.

## 영화
- 마지막 영화관
- 택시 드라이버 - 벳시 역
- 마지막 쇼
- 중년의 위기 (영화)
- 강아지를 타고 온 건달들
- 클라이언트 리스트
- 신을 믿습니까?

## 텔레비전
- 블루문 특급
- 시빌 (시트콤)
- 엘 워드
- 사이크
- 사만다 후?
- 크리미널 마인드
- 체인지 디바
- 판타스틱 패밀리
- 클라이언트 리스트 (드라마)
- 핫 인 클리블랜드
- 프랭클린 & 배쉬